# Антисемітизм в Російській імперії

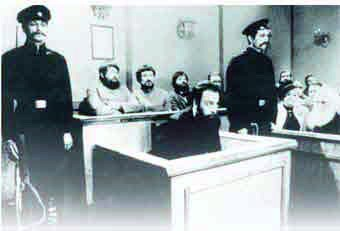
Мендель Бейліс на суді

Антисемітизм в Російській імперії — переслідування євреїв у Російській імперії за національною ознакою. Аж до поділів Польщі в 1772—1795 роках росіяни не допускали євреїв на свою територію. Однак, приєднання польських земель призвело до того, що на території імперії з'явилася значна частина єврейського населення,  виникло «єврейське питання», яке слід було «розв'язати» шляхом або асиміляції, або витіснення євреїв.

## Участь церкви
Юрій Табак стверджує, однак, що "принципова відмінність в поведінці антиєврейських заходів у Росії (порівнянно із Західною Європою), … лежить в набагато меншій ролі Російської Православної Церкви в проведенні цієї політики". За словами Табака, набагато важче знайти приклади участі високопоставлених російських православних лідерів в антисемітській політиці.

## Межа осілості
У 1742 році російська імператриця Єлизавета Петрівна видала указ про вигнання з країни всіх євреїв, незалежно від їхнього віку, статі та становища. Залишатися дозволялося лише тим, хто погодиться прийняти православну віру.
Після включення до складу Російської імперії Правобережної України, Західної Білорусі та Польщі (територій, де проживала велика кількість євреїв), у 1791 році був виданий указ Катерини II, який обмежував території, на яких могли селитися євреї, західними й південно-західними губерніями.

## Погроми

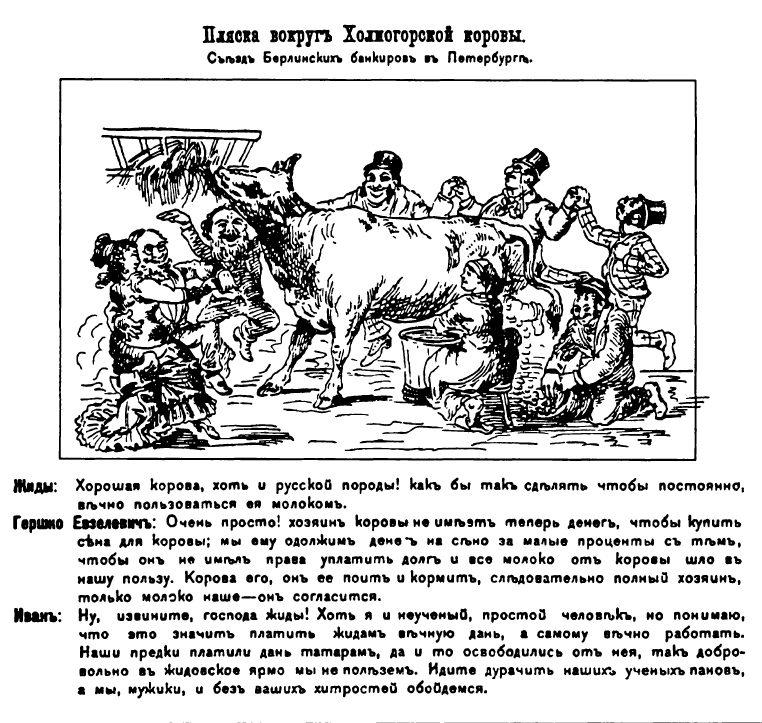
Карикатура «Танці навколо холмогорської корови» (вид. «Єврейське питання у картинках»)

Єврейські погроми в різний час прокотилися по багатьох країнах, в яких жили євреї. Зокрема, в Середні століття великі погроми відбувалися в Англії, Німеччині, Франції, Чехії, Швейцарії та низці інших країн. Як пише Коротка єврейська енциклопедія, пояснюючи походження слова «погром», в новій історії особливе поширення погроми отримали в Росії в XIX - на початку XX століть. Саме у зв'язку з масовими погромами в Росії російське слово «погром» увійшло до більшості європейських мов.
Російські погроми глибоко вплинули на життя євреїв. У 1881 р., коли почалися погроми, більше половини євреїв усього світу жили в Російській імперії. Але шалені гоніння швидко змусили масу євреїв залишати країну, багато поїхали в США.
Перший погром в Росії стався в 1871 році в Одесі. Він був інспірований головним чином грецькими торговцями.
19-21 квітня 1899 року, під час святкування православного Великодня, стався триденний погром в Миколаєві.
6-7 квітня 1903 року — Кишинівський погром.
У Кишиневі в 1905 році 50 євреїв було вбито і 500 поранено. В Одесі того ж року внаслідок чотириденного погрому було вбито понад 400 євреїв. У Білостоці в погромах 1906 року брали участь поліція й армія.

## Протоколи Сіонських мудреців
У 1903 році з'явився сфальшований документ протоколів. Фальшивість їх була відзначена у пресі та незалежних розслідуваннях вже незабаром після публікації й у сучасній науці вважається доведеною. Разом з тим і в цей час є численні прихильники думки про достовірність тексту «Протоколів».

## Справа Бейліса
Справа Бейліса — судовий процес за звинуваченням єврея Менахема Менделя Бейліса в ритуальному вбивстві 12-річного учня підготовчого класу Києво-Софійського духовного училища Андрія Ющинського 12 березня 1911 року. Звинувачення в ритуальному вбивстві було ініційоване активістами чорносотенних організацій і підтримано низкою ультраправих політиків і чиновників, включно з міністром юстиції Іваном Щегловитовим. Місцеві слідчі, які вважали, що мова йде про кримінальне вбивство з помсти, були відсторонені від справи. Через 4 місяці після виявлення трупа Ющинського Бейліс, який працював неподалік від цього місця на заводі прикажчиком, був заарештований як підозрюваний і провів у в'язниці 2 роки.
Процес відбувся в Києві у період 23 вересня до 28 жовтня 1913 року й супроводжувався, з одного боку, активною антисемітської кампанією, а з іншого — суспільними протестами всеросійського і світового масштабу. Бейліс був виправданий. Дослідники вважають, що істинними вбивцями були скупщиця краденого Віра Чеберяк і злочинці з її кубла, проте це питання так і залишилося нерозв'язаним. Справа Бейліса стала найгучнішим судовим процесом у дореволюційній Росії.